# پیزریا
پیزریا (انگلیسی: Pizzeria) رستورانی است که بر پیتزا تمرکز دارد.

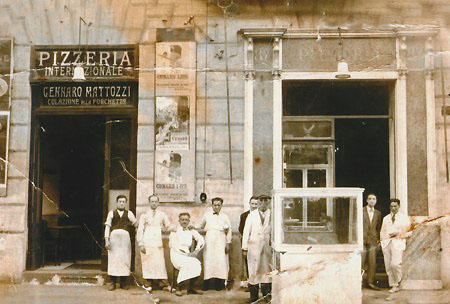
یک پیزریا به همراه کارکنانش در خیابان دپرتیس در ناپل c. ۱۹۱۰

پیزریا ممکن است غذای بیرون‌بر ارائه دهد، که در آن مشتری غذای خود را از قبل یا در رستوران سفارش می‌دهد و سپس غذای آماده شده را در یک جعبه پیتزا با خود می‌برد. پیزریا ممکن است غذا را به منزل مشتری تحویل دهد.
در ایتالیا، پیتزا به طور سنتی غذای فقرا بود و بنابراین مواد اولیه کم و ارزانی داشت. با محبوبیت آن پس از جنگ جهانی دوم، بیشتر به یک غذای کاربردی تبدیل شد که سریع و آسان آماده می‌شد. پیتزا با اختراع پیتزای منجمد و تحویل پیتزا، بیشتر در دسترس قرار گرفت.